# Japonisme
Japonisme er betegnelse på den stilistiske og tekniske påvirkning som japansk kunst, arkitektur og kunsthåndværk havde på vestlig kunst efter 1858, da vesteuropæiske lande og USA havde genoptaget handelsforbindelsen med Japan. Der blev udgivet bøger om Japans kunst og kunstindustri.
Japan deltog for første gang på Verdensudstillingen i London 1862, og de udstillede varer blev revet væk. Samme år blev der åbnet en butik for japanske varer i Paris. Impulser fra den enkle og sobre, men raffinerde japanske interiøropfattelse fik afgørende betydning for art nouveau-stilen, og kan også studeres i glaskunst af Tiffany og Émile Gallé (1846-1904).
Kunstnere som Edgar Degas, Toulouse-Lautrec, van Gogh, Gauguin og Manet blev inspireret af japansk kunst. Motivafskæring og den virtuose japanske penselføring og hurtige formidling af motivet fik stor betydning for billedkunsten i slutningen af 1800-tallet.
Arkitekter som Mies van der Rohe og Le Corbusier hentede også inspiration fra japansk arkitektur.